# Кубок Чехії з футболу 2025—2026
Кубок Чехії з футболу 2025—2026 — 33-й розіграш кубкового футбольного турніру в Чехії. Титул захищає Сігма (Оломоуць).

## Календар
| Раунд           | Дата                     | Матчі | Клуби   |
| --------------- | ------------------------ | ----- | ------- |
| Перший раунд    | 20–23 липня 2025         | 3     |         |
| Другий раунд    | 25 липня – 6 серпня 2025 | 48    |         |
| Третій раунд    | 6–13 серпня 2025         | 39    |         |
| Четвертий раунд |                          |       | 64 → 32 |
| 1/16 фіналу     |                          | 16    | 32 → 16 |
| 1/8 фіналу      |                          | 8     | 16 → 8  |
| 1/4 фіналу      |                          | 4     | 8 → 4   |
| 1/2 фіналу      |                          | 2     | 4 → 2   |
| Фінал           |                          | 1     | 2 → 1   |